# Juan Arana
Juan Arana Cañedo-Argüelles (San Adrián, Navarra, 11 de marzo de 1950) es Catedrático de Filosofía de la Universidad de Sevilla, académico numerario de la Real Academia de Ciencias Morales y Políticas así como profesor visitante en Maguncia, Münster y París VI –La Sorbona–, director de la revista de filosofía Naturaleza y Libertad y autor de numerosos libros, artículos y colaboraciones en obras colectivas. 

## Biografía
Navarro de origen, en 1968 se desplazó a Madrid para comenzar los estudios de ingeniería, pero en 1970 regresó a Navarra y comenzó por libre la carrera de Filosofía y Letras, obteniendo la licenciatura en 1974. En diciembre de 1975 obtuvo una beca de investigación en la Universidad de Sevilla, e intervino activamente en la creación de la actual Facultad de Filosofía de esta universidad, desempeñando distintos cargos administrativos e impartiendo diversas asignaturas. Antes de ingresar como profesor adjunto numerario de universidad (1982), compatibiliza la dedicación universitaria y la realización de la tesis doctoral con la impartición de clases en enseñanza media (en 1977 había sacado las oposiciones). 
En 1984, Arana obtiene una beca Humboldt que le permite trabajar durante 15 meses en Mannheim, Münster y Erlangen. Más tarde realiza estancias prolongadas en Friburgo, Maguncia, Münster, Múnich y Berlín, con el apoyo y asesoramiento, entre otros, de los profesores Kaulbach, Inciarte y Saame. Durante el curso 1992-93 trabaja como profesor invitado en la Universidad de París IV. En 1986 gana la cátedra de filosofía de la naturaleza de la Universidad de Sevilla, en la que permanece hasta hoy.

## Actividad investigadora
Juan Arana pertenece al Grupo de Investigación “Filosofía y Cultura Contemporánea” del Departamento de Filosofía y Lógica y Filosofía de la Ciencia de la Universidad de Sevilla. Su labor de investigación se ha centrado en la filosofía de la naturaleza, la ciencia y el conocimiento, con especial interés en sus raíces modernas y en la relación entre modernidad y religión. Ha escrito también sobre figuras literarias como Borges y Octavio Paz, entre otros. 
Ha sido responsable de la ayuda a la Consolidación del Grupo de Investigación HUM-110 (Universidad de Sevilla) en distintos años y ha realizado trabajos de asesoramiento a la investigación y en la formación de investigadores.
Ha realizado la traducción al castellano de la poco conocida obra de Kant Pensamientos Sobre la Verdadera Estimación de las Fuerzas Vivas y el libro de Leibniz Escritos de Dinámica, y es autor de varias voces en la Enciclopedia de Obras de Filosofía.
En lo que se refiere a su itinerario intelectual, ya desde el inicio, los intereses de Arana se dirigen hacia las relaciones entre ciencia y filosofía. Entre 1975 y 1985 su investigación gira en torno a la figura de Kant, ahondando en las raíces de la formación físico-matemática del pensador prusiano para determinar los límites de su aptitud como científico y filósofo de la ciencia, descubriendo, no sin cierta decepción, que Kant no solo ignoraba aspectos cruciales de la investigación y los métodos de cálculo, sino que se formó una imagen de la ciencia influida en puntos decisivos más por Descartes y Leibniz que por Newton. De ahí la idea de una "física pura" como saber apodíctico, patrón forzado al que pretende someter la metafísica en la elaboración definitiva de su sistema. 
Convencido de que la propuesta kantiana cierra el paso a cualquier planteamiento fructífero de las relaciones ciencia-filosofía, Arana busca en otros autores de la misma época alternativas más prometedoras, primero en el siglo XVIII y más tarde en el XVII. Esta orientación es prioritaria en su trabajo durante los años 1989-1999, lo que da lugar a numerosos artículos y traducciones, además de tres monografías: Apariencia y Verdad. Estudio sobre la filosofía de P.L.M. de Maupertuis (1990), La mecánica y el espíritu. Leonhard Euler y los orígenes del dualismo contemporáneo (1994) y Las raíces ilustradas del conflicto entre fe y razón (1999). 
A partir de 1999, Arana busca horizontes más amplios, más allá del binomio Leibniz-Kant que había centrado gran parte de su atención hasta el momento. Ya en 1992 había iniciado una línea paralela de investigación sobre las relaciones entre filosofía y literatura, en la que destaca la atención prestada a Jorge Luis Borges, además de a otros escritores, especialmente hispanoamericanos, como Octavio Paz y Nicolás Gómez Dávila, en un intento de no descuidar ninguno de los temas que preocupan a los hombres de todas las épocas. 
Parte importante del trabajo realizado en los últimos quince años tiene que ver con el seguimiento de los científicos contemporáneos que no han perdido la sensibilidad filosófica. Destacan las contribuciones que ha hecho a dilucidar el pensamiento de Einstein, Schrödinger y los responsables de la Interpretación de Copenhague, lo que le ha llevado a intervenir en numerosos encuentros interdisciplinares para debatir este y otros puntos donde confluyen la ciencia y la filosofía. La cosmología, ciencias del azar y la complejidad, teoría de la evolución, biología molecular, inteligencia artificial y neurociencias han despertado su interés. Fruto de todo ello es el libro Claves del conocimiento del mundo (2 tomos), que sería reelaborado y unificado en un único tomo, Materia, universo, vida. En él, formula el propósito de contribuir a la elaboración de una ontología a la altura de los tiempos, superando las barreras que el lenguaje y el hábito han opuesto al diálogo fructífero entre todos los que de un modo u otro estudian la naturaleza. Las tesis más relevantes de esta obra tienen que ver con la contraposición entre las visiones monista y pluralista del cosmos. Según Arana, el intento de deducir la realidad de un principio único puede que deje satisfechos a aquellos que, obsesionados por las simetrías lógicas, creen que de este modo el mundo sería más fácil de comprender, pero en realidad carecemos a priori de razones objetivas que apoyen dicho intento. Arana piensa que el mundo, antes que para descifrarlo, se “ofrece” para vivirlo. 
Aunque Arana haya buscado entre científicos y literatos buena parte de la inspiración para llevar a cabo su trabajo, tampoco desdeña la aportación de los filósofos postkantianos como Schopenhauer, Bergson y, particularmente, Karl Popper.
Otra de las tesis de Juan Arana es que el diálogo interdisciplinar no estaría completo si solo interviniesen en él la filosofía, el arte y la ciencia. A la religión también le corresponde un puesto en este debate. «Las lecturas de autores ilustrados me convencieron de que las actitudes frente a la religión fueron mucho más complejas e interesantes de lo que las historias al uso nos cuentan», dirá. En lo referente a este tema, se centra sobre todo en cuatro autores que le sirven para ejemplificar y discutir acerca del tema: Einstein, Schrödinger, Borges, Octavio Paz. 
Además de sus estudios sobre la filosofía y la cultura contemporánea, dedica tiempo también al ensayo y a la asistencia a foros de pensamiento, como la Escuela contemporánea de humanidades de Madrid. 
En su último título publicado —Los filósofos y la libertad. Necesidad natural y autonomía de la libertad (2005)—, Arana apuesta por la libertad frente a la táctica de trivializarla. En esta obra se introduce el diálogo con nuevos autores (además de los ya citados), como Skinner o Dennett.

### Libros
- Apariencia y Verdad (enlace roto disponible en Internet Archive; véase el historial, la primera versión y la última).. Buenos Aires, Argentina. Charcas. 1990. ISBN 84-375-0232-2

- Ciencia y Metafísica en el Kant Precrítico (enlace roto disponible en Internet Archive; véase el historial, la primera versión y la última).. Sevilla. Servicio de Publicaciones de la Universidad de Sevilla. 1982. ISBN 84-7405-216-5

- Claves del Conocimiento del Mundo (Vol. 1-2). Sevilla. Kronos S.A. 1997. ISBN 84-88620-70-5

- Filosofía de lo Cotidiano: Hojas de Calendario (enlace roto disponible en Internet Archive; véase el historial, la primera versión y la última).. Madrid, España. Biblioteca Nueva. 2005. 122. ISBN 84-9742-469-7

- La Eternidad de lo Efímero : Ensayos Sobre Jorge Luis Borges Archivado el 15 de enero de 2021 en Wayback Machine.. Madrid. Biblioteca Nueva. 2000. 155. ISBN 84-7030-858-0

- La Mecánica y el Espíritu. Madrid. Complutense de Madrid. 1994. 231. ISBN 84-7491-517-1

- La Nueva Mecánica Ondulatoria y Otros Escritos. Madrid. Biblioteca Nueva. 2001. 117. ISBN 84-7030-956-0

- —. Las Raíces ilustradas del Conflicto entre Fe y Razón. Encuentro. ISBN 978-84-7490-536-6.

- Los Filósofos y la Libertad : Necesidad Natural y Autonomía de la Voluntad. Madrid. Síntesis. 2005. 256. ISBN 84-9756-327-1

- Materia, Universo y Vida. Madrid. Tecnos. 2001. 570. ISBN 84-309-3837-0.

- El Dios sin rostro. Presencia del panteísmo en el pensamiento del siglo XX Archivado el 29 de julio de 2021 en Wayback Machine., Madrid, Biblioteca Nueva, col. Ensayos, 2003, 140 pp. ISBN 84-9742-192-2.

- Apariencia y verdad. Estudio sobre la filosofía de P.L.M. de Maupertuis (1698-1759) (enlace roto disponible en Internet Archive; véase el historial, la primera versión y la última)., Buenos Aires, Editorial Charcas, 1990. 321 pp. ISBN 950-9110-03-07.

- El centro del laberinto. Los motivos filosóficos en la obra de Borges (enlace roto disponible en Internet Archive; véase el historial, la primera versión y la última).. Pamplona, Eunsa, Colección biblioteca «NT». 1994, 183 pp. ISBN 84-313-1275-0.
- Teología para incrédulos.Madrid, Biblioteca de Autores Cristianos. 2020, 190pp. ISBN 978-84-220-2145-2

### Artículos
- "Nuevos rumbos en la relación ciencia-filosofía" Archivado el 15 de enero de 2021 en Wayback Machine., Pensamiento 232 (2006), pp. 159-162, ISSN 0031-4749.

- "L'attività Scientifica e Il Credo Religioso Nei Secoli XIX e XX". 21mo Secolo. Vol. 2. Núm. 5. 2005. Pag. 11-20

- "La Imposible Física de la Libertad". Themata. Revista de Filosofía. Vol. 32. Núm. 32. 2004. Pag. 253-264

- "Acción Física y Acción Mental". Themata. Revista de Filosofía. Vol. 30. Núm. 30. 2003. Pag. 55-70

- "La Cosmovisió D'erwin Schrödinger". Metode. Universitat de Valencia. Núm. 37. 2003. Pag. 29-32

- "La Incierta Sabiduría del Filósofo". Nueva Revista de Política, Cultura y Arte. Núm. 85. 2003. Pag. 124-134

- "La Responsabilidad Ética de la Ciencia". Medicina y Ética. Vol. 14. Núm. 2. 2003. Pag. 203-228

- "Libertad e Investigación Científica". Argumentos de Razón Técnica. Núm. 6. 2003. Pag. 45-59

- "Libertad y legalidad", en Thémata: Revista de filosofía, ISSN 0212-8365, N.º 38, 2007, pags. 371-379.

- "Las Quiebras de la Historia". Themata. Revista de Filosofía. Vol. 28. 2002. Pag. 311-314

- "Karl Popper y la Cuestión del Determinismo". Anuario Filosófico. Núm. 34. 2001. Pag. 119-138

- "La cosmovisió d'Erwin Schrödinger", en Mètode: Revista de difusió de la investigació de la Universitat de Valencia, ISSN 1133-3987, n.º 37, 2003, pags. 29-32.

- "La Larga Marcha Hacia la Libertad. la Evolución Ideológica de Octavio Paz". Isegoría. Revista de Filosofía Moral y Política. Núm. 22. 2000. Pag. 83-102

- "Física y libertad", en Thémata, n.º 38, 2007.

- "¿Es Idealista la Interpretación de Copenhague de la Mecánica Cuántica?". Cuadernos de Ontología. Vol. 1. 2000. Pag. 185-202

- "Borges y el Compromiso del Escritor". Río de la Plata. Vol. 20/21. 1999. Pag. 297-311

- "Leonhard Euler y el concepto de materia", en Revista de Filosofía, n.º 8, 1992, pags. 303-328.

- "La Escritura Como Destino. Borges y las Implicaciones Metafísicas de la Literatura". Tópicos. Vol. 13. 1997. Pag. 27-44

- "Metafísica y libertad", en Thémata, n.º 38, 2007.

- "Sobre la situación actual de la Universidad: problemas y soluciones", en Logos: Anales del Seminario de Metafísica, ISSN 1575-6866, n.º 36, 2003, pags. 41-48.